# Алабуга (Новосибірська область)
Алабуга (рос. Алабуга) — присілок у Каргатському районі Новосибірської області Російської Федерації.
Входить до складу муніципального утворення Алабугінська сільрада. Населення становить 376 осіб (2010).

## Історія
Згідно із законом від 2 червня 2004 року органом місцевого самоврядування є Алабугінська сільрада.

## Населення
| 2002 | 2007 | 2010 |
| ---- | ---- | ---- |
| 500  | ↘443 | ↘376 |